# Nadja Volynska
Nadja Volynska, född den 18 april 1984 i Lviv Ukrainska SSR, Sovjetunionen, är en ukrainsk orienterare som tog silver på sprintdistansen vid VM 2015 och EM 2014.EM 2016 Tjekien. 